# Spresiano
Spresiano est une commune italienne de la province de Trévise dans la région Vénétie en Italie.

## Administration
| Période                                  | Période  | Identité           | Étiquette          | Qualité |
| ---------------------------------------- | -------- | ------------------ | ------------------ | ------- |
| 2005                                     | En cours | Cristiano Belliato | Lista civica (S-E) |         |
| Les données manquantes sont à compléter. |          |                    |                    |         |

### Hameaux
Spresiano, Lovadina e Visnadello

### Communes limitrophes
Arcade (Italie), Carbonera, Cimadolmo, Mareno di Piave, Maserada sul Piave, Nervesa della Battaglia, Santa Lucia di Piave, Susegana, Villorba

## Personnalités nées à Spresiano
- Francesco Cremonese, dit « François Crémonèse » (1907-2002), sculpteur de la Vénus de Brizet.
- Roberto Premier (1958-), joueur de basket-ball.